# Augusto Calabi
Augusto Calabi (* 23. Mai 1890 in Mailand; † 1973 in Menaggio) war ein italienischer Maler, Graphiker und Spezialist für die druckgraphischen Künste.
Calabi lebte in Mailand. Als Künstler malte er vor allem Landschaften und Porträts. 1908 nahm er an der ersten Ausstellung der Permanente in Mailand teil, 1914 an der Biennale in Venedig, 1915 an der Mostra nazionale dell’Incisione in Mailand. 1934 stellte er in der Galleria Pesaro in Mailand aus.
Bekannt ist er jedoch vor allem als Kunsthistoriker, der zahlreiche Veröffentlichungen zu Themen der graphischen Künste publizierte. Er besaß auch selbst eine Graphiksammlung.

## Veröffentlichungen (Auswahl)
- Marcantonia Studio critico e catalogo completo della sua opera. Mailand 1914.
- Francisco Bartolozzi. Catalogue des estampes et notice biographique; d’après les manuscrits de A. de Vesme entièrement reformés et complétés d’une étude critique par A. Calabi. Modiano, Mailand 1928.
- mit Gianluigi Cornaggia: Pisanello. L’opera medaglistica paragonata a quella pittorica; distinte dalla produzione di seguaci e falsificatori dei secoli XV e XVI in relazione ai medaglioni decorativi coevi. Modiano, Mailand 1928.
- La gravure italienne au XVIIIe siècle. Van Oest, Paris 1931.
- L’incisione italiana. Fratelli Treves, Mailand 1931.
- Saggio sulla litografia. La prima produzione italiana in rapporto a quella degli altri paesi sino al 1840. Allegretti di Campi, Mailand 1958.
- Saggi sulla incisione del secolo XVII. Allegri di Campi, Mailand 1962.